# Vecumnieki (stacja kolejowa)
Vecumnieki (ros. Вецумниеки) – stacja kolejowa w miejscowości Vecumnieki, w gminie Bauska, na Łotwie. Położona jest na linii Jełgawa - Krustpils.
Powstała na początku XX w.